# Rodolfo Wirz
Rodolfo Pedro Wirz Kraemer (Schwarzrheindorf, Njemačka, 19. travnja 1942.), urugvajski biskup, njemačkog podrijetla.

## Životopis
Rodolfo Pedro Wirz Kraemer je zaređen za svećenika 21. prosinca 1968. godine. Dana 9. studenog 1985. imenovan je za biskupa biskupije Maldonado-Punta del Este te ustoličen 21. prosinca 1985. Godine 2005. je sudjelovao na 20. Svjetskom danu mladih u Bonnu, Njemačka, na poziv Njemačke biskupske konferencije. Od 1. srpnja 2009. do 16. listopada 2010. obnašao je dužnost Apostolskog upravitelja biskupije Minas.
Od 2013. godine predsjedava Biskupskom konferencijom Urugvaja.